# Commugny
Commugny is een gemeente en plaats in het Zwitserse kanton Vaud, en maakt deel uit van het district Nyon.
Commugny telt 2365 inwoners.